# Клайёр
Клайёр (фр. Clayeures) — коммуна во французском департаменте Мёрт и Мозель региона Лотарингия. Относится к  кантону Байон.

## География
Клайер	расположен в 30 км к юго-востоку от Нанси. Соседние коммуны: Энво и Ландекур на севере, Моривиллер на востоке, Розельёр на юг-востоке, Борвиль на юге, Фровиль на западе, 	

## История
- На территории коммуны были найдены следы галло-романской культуры. Бронзовая статуэтка, найденная здесь в 1887 году, находится сейчас в Музее первобытной истории Франции в Сен-Жермен-ан-Ле.

## Демография
Население коммуны на 2010 год составляло 194 человека.
| 1962 | 1968 | 1975 | 1982 | 1990 | 1999 | 2010 |
| ---- | ---- | ---- | ---- | ---- | ---- | ---- |
| 206  | 192  | 184  | 156  | 148  | 153  | 194  |

## Достопримечательности
- Замок XVIII века, национализирован в 1794 году.
- Церковь XVIII века.